# フッド湖水上飛行場
フッド湖水上飛行場（フッドこすいじょうひこうじょう、Lake Hood Seaplane Base）(ICAO: PALH, FAA LID: LHD)は、アラスカ州にある水上機専用の発着場。水上機の滑走場としては世界で最多の発着数を誇り、1日あたり190回の離着陸がある。アンカレッジの中心街から南西に6kmに位置し、アンカレッジ空港に隣接して存在するフッド湖の湖面を滑走面として利用する。冬季は湖面が凍結してしまうが、スキー付航空機の発着が行われる。

## 設備

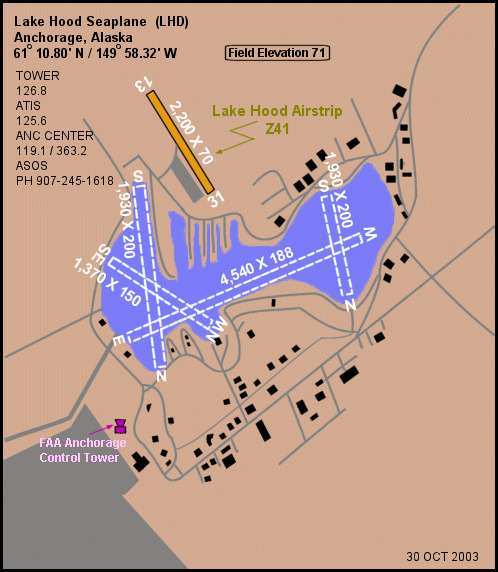
FAA Alaska airport diagram

湖面には3つの滑走面が設定されている。E/Wの滑走面が全長1384m、幅57m、N/Sの滑走面が全長588m×幅61m、NW/SEが全長418m×幅46mである(E,W,S,W,は滑走面の方角を表す）。その他にen:Lake Hood Strip(ICAO: PALH, FAA LID: LHD)を呼ばれる砂利舗装の滑走路(全長671m　幅23m)(FAA LID: Z41)も敷地内に所有する。管制塔は1つ存在する。フッド湖の周囲には数多くの水上機が保管されており、その数は2005年の統計で781機となっている。その97％が単発エンジン機で、残りが双発エンジン機である。

## 運航実績
2005年には年間69400回の発着が行われた（1日平均190回相当）。発着の88％が民間の発着で、12％がエアタクシー、軍事用途は1％以下であった。

## ギャラリー
- 手前が砂利の滑走路。奥はアンカレッジ空港。
- フッド湖水上飛行場